# متصدی لباس (فیلم)
متصدی لباس (انگلیسی: The Dresser) یک فیلم از رونالد هاروود در سال ۱۹۸۰ است. از این اثر در سال ۱۹۸۳ فیلمی به کارگردانی پیتر یاتز با فیلم‌نامه‌ای اقتباسی از هاروود ساخته شد. از بازیگران آن می‌توان به آلبرت فینی، تام کورتنی، آیلین اتکینز، ادوارد فاکس و مایکل گاف اشاره کرد.

## خلاصه داستان
دستیار شخصی یک بازیگر کهنه‌کار تلاش می‌کند به او کمک کند تا نقش سنگین و سخت «پادشاه لیر» را با موفقیت بازی کند و…

## جوایز
این فیلم کاندیدای ۴ اسکار (کاندیدای اسکار بهترین فیلمنامه اقتباسی-کاندیدای اسکار بهترین کارگردانی-کاندیدای اسکار بهترین بازیگر نقش اول مرد-کاندیدای اسکار بهترین فیلم) در سال ۱۹۸۴ شد.